# Машаду, Жоакин Пинту
Жоакин Жерману Пинту Машаду Коррейя да Силва (порт. Joaquim Germano Pinto Machado Correia da Silva, 15 июня 1930, Мирагайа, Португалия — 14 марта 2011, Порту, Португалия) — португальский учёный и государственный деятель, губернатор Макао (1986—1987).

## Биография
- 1969 г. — член португальского парламента от либеральных сил,
- 1974 г. — член Социал-демократической партии (СДП), с 1978 г. — член Национального совета СДП,
- 1984—1985 гг. — государственный секретарь Португалии по вопросам высшего образования,
- 1986—1987 гг. — губернатор Макао.

В 2005 г. входил в комитет по поддержку Анибала Каваку Силва на пост президента Португалии.
Получил медицинское образование, являлся профессором медицинского факультета Университета Порту. В 2001—2007 гг. — директор Школы медицины при Университете Минью.